# Steyl medien
steyl medien ist eine 1961 gegründete katholische Filmproduktionsfirma, die zu den Steyler Missionaren gehört. Steyl medien produziert und vertreibt Medien für Bildung, Unterricht und Gemeindearbeit ebenso wie Auftragsarbeiten von kirchlichen Einrichtungen, Bildungsinstitutionen und TV-Anstalten.

## Geschichte und Organisation
Steyl medien wurde am 11. Dezember 1961 unter der Leitung von Pater Johannes Rzitkas als Steyl SVD – Film und Ton e.V. gegründet. Vereinszweck war, mithilfe der Medienarbeit den völkerverbindenden Gedanken zu fördern. Rzitkas Überzeugung war es, dass gute Medien informieren, Gespräche anregen und Denkanstöße geben können.
Steyl medien ist ein eingetragener Verein) und als gemeinnützig anerkannt. Geschäftsführer des Vereins ist Anton Deutschmann. Daneben existiert noch eine GmbH, deren Geschäftsführer Martin Neuhauser ist.)
Steyl medien gehört als ordenseigene Produktionsfirma in die Gruppe konfessioneller Filmproduktionsfirmen. Das sind neben steyl medien auf katholischer Bistumsebene die Firma Tellux-Film und das Katholische Filmwerk, auf Seiten der EKD die Matthias-Film.

## Veröffentlichungen und Auftraggeber
Steyl medien produziert Medien für die Bildungsarbeit und Erwachsenenbildung, Katechese und Religionsunterricht, so wie Medien mit allgemein christlichen oder ethischen Inhalten. Zunächst stellte das Unternehmen Dokumentarfilme her. Aus den USA brachte der Gründer Pater Rzitka bereits Anfang der 60er Jahre erstmals das „Tonbild“ auf den deutschen Markt – die Kombination von Hörkassette und Diareihe. Dies war ein Novum in der deutschen Medienlandschaft. Ab Mitte der 1960er Jahre begann man mit der Produktion von Dia-Reihen und Hörbüchern. Die mehreren hundert Tonbilder, Hörkassetten und Filme prägten den Einsatz von Medien im Unterricht. Seit den 1990er Jahren produziert die Firma vor allem Dokumentarfilme.
Zu den Auftraggebern gehören Schulfilmproduzenten wie das Institut für Film und Bild in Wissenschaft und Unterricht (FWU) oder das Katholische Filmwerk.

## Fernsehmagazin „grenzenlos“
Seit 2005 erscheint das Fernsehmagazin „grenzenlos“. Es ist nach eigenen Angaben das erste Ordensmagazin im Deutschen Fernsehen. Es soll über den Steyler Missionsorden (Steyler Missionare, Steyler Missionarinnen und Steyler Anbetungsschwestern) berichten und damit einen Beitrag zur „Medien-Verkündigung“ leisten. Es wird auf den Sendern Bibel TV und K-TV ausgestrahlt.